# Псуя
Псуя — агромістечко Глибоцького району Вітебської області. Місто знаходиться на західному березі озера Псуя, адміністративний центр однойменної сільської ради.
Знаходиться на відстані у 45 км на північний схід від міста Глибоке, за 164 км від Вітебська, за 7 км від залізничної станції Зябки. З'єднується автошляхом з автотрасою Глибоке — Полоцьк.

## Історія

### За часівВеликого князівства Литовського
У «Полатській ревізії» 1552 року зазначено, що Баркулаб Іванович Корсак, представник роду Корсаків, володів 3 «димами», де люди працювали у дворі по 3 дні на тиждень. Вільних людей було 12 «копів», з яких селяни віддавали власнику четверту частину «від всякого збіжжя». Також згадується, що тут була церква Святої Трійці, збудована Корсаками. У 1620 році Псуя була розділена на 3 частини між братами Петром, Степаном та Йосипом Корсаками. У 1623 році Йосип Корсак продав свою частину земель з центром у Псуї Михайлу Романовичу Корсаку. Згодом Псуя перейшла від Корсаків до Ромуальда Подбіпенти, маршала Діссена. Його дочка Юстина вийшла заміж за Яна Деспота-Зєновича, чиї нащадки господарювали тут до кінця XIX століття.

### У складіРосійської імперії
Наприкінці XVIII століття у Псуї був господарський двір, побудований з дерева, уніатська церква, перероблена на православну в 1841 році. У цій церкві в 1621 році був виготовлений дзвін з написом латинською мовою. У 1888 році Псуя ділилася на кілька частин: містечко Псуя (Празароцкої волості) — 7 будинків, 53 жителі, церква Святого Михайла; фільварок Стара Псуя — 1 будинок, 18 жителів; фільварок Нова Псуя — 1 будинок, 33 жителі; село Псуя над річкою Ішанкою — 4 будинки, 18 жителів, належало Зенону Деспот-Зеновичу. Околиці були заселені з 6 ст. до н.е., про що свідчать численні кургани, городище на кладовищі. У минулому столітті знайдено багато предметів, якими користувалися в давнину. Бронзовий браслет і залізна сокира були передані до Одеського музею старожитностей. А. Сапуновим виявлено підземний хід, викладений цеглою, поховання, викладені камінням, на кількох могилах були кам'яні плити, знайдено крем'яні стріли, браслети. У 1866 році відкрилася народна школа, у 1872 році побудована дерев'яна школа, в якій навчалося близько 30 учнів.

### Найближчий час
25 березня 1918 року, згідно з Третьою Уставною Грамотою, село було включено до складу Білоруської Народної Республіки. З 1 січня 1919 року, відповідно до постанови I з'їзду КП(б)У, село стало частиною Білоруської РСР. У період з серпня 1919 по липень 1920 року село перебувало під польською окупацією.
На момент 1992 року — у селі було 222 маєтки, 524 жителі.

## Пам'ятки
- Братська могила радянських воїнів і партизанів, пам'ятник землякам, полеглим у Великій Вітчизняній війні.
- Свято-Троїцька церква (1995, мур.).
- Поселення періоду раннього заліза